# Phượng Hoàng Truyền Kỳ
Phượng Hoàng Truyền Kỳ (tiếng Anh: Phoenix Legend; giản thể: 凤凰传奇; phồn thể: 鳳凰傳奇; bính âm: Fènghuáng Chuánqí) là một bộ đôi nhạc nhẹ tiếng Hoa của Trung Quốc, bao gồm giọng ca nữ Dương Ngụy Linh Hoa (杨魏玲花) và giọng ca nam Tăng Nghị (曾毅). Âm nhạc của họ pha trộn dân ca với các yếu tố rap và hip hop. Tháng 5 năm 2012, Phượng Hoàng Truyền Kỳ được đề cập trên báo China Daily rằng họ đã tiêu thụ được hơn 6 triệu album tại thị trường Trung Quốc kể từ năm 2005, và 10 ca khúc lấy từ 4 trong số các album của họ đã đạt kỷ lục 1 tỷ lượt hit trực tuyến.
Ca khúc "Nguyệt Lượng Chi Thượng" (tiếng Trung: 月亮之上; bính âm: Yuèliàng Zhī Shàng) đã mang về cho nhóm sự chú ý toàn quốc sau khi họ biểu diễn bài này trên sóng chương trình truyền hình Tinh Quang Đại Đạo.
Nhạc sĩ Zhang Chao cũng tham gia viết lời cho 3 ca khúc nổi tiếng của nhóm nhạc Phượng Hoàng Truyền Kỳ, bao gồm Tối Huyễn Dân Tộc Phong và Moon Over the Lotus Pond.

## Danh sách đĩa nhạc

### Album phòng thu
- Nguyệt Lượng Chi Thượng (月亮之上) (2005)
- Cát Tường Như Ý (吉祥如意) (2007)
- Tối Huyễn Dân Tộc Phong (最炫民族风) (2009)
- Đại Thanh Xướng (大聲唱) (2011)
- Thời Đại Tuyệt Vời Nhất (最好的时代) (2014)

### Đĩa đơn
- "Trung Quốc Vị Đạo" (中国味道) (2012)

## Nhạc cover tại Việt Nam
| Tên gốc bài hát tiếng Trung (bính âm + tiếng Việt) | Tên tiếng Anh | Năm phát hành | Quốc gia phát hành | Tên bài hát phiên bản Việt Nam       |
| -------------------------------------------------- | ------------- | ------------- | ------------------ | ------------------------------------ |
| 全是爱 Quán Shì Ài (Tình Yêu Ngập Tràn)            |               |               | Trung Quốc         | Nghi Ngờ - Ngô Kiến Huy ft. Đông Nhi |